# Roderick Miller
Roderick Alonso Miller Molina (* 3. April 1992 in Panama-Stadt) ist ein panamaischer Fußballspieler.

## Karriere

### Klub
Er begann seine Karriere in der Saison 2010 beim San Francisco FC. Von dort wurde er im Sommer 2014 für ein halbes Jahr nach Mexiko zum Venados FC verliehen. Nach seiner Rückkehr spielte er bis Sommer 2016 bei seinem Stammverein und ging anschließend nach Kolumbien zu Atlético Nacional. Nach zwei Spielzeiten führte es ihn nach Portugal, wo er sich ablösefrei dem CD Feirense anschloss. Ende Januar 2019 ging er für den Rest der Spielzeit zu Oqschetpes Kökschetau nach Kasachstan. Nach dem Ende der Saison löste er seinen Vertrag auf und war bis Anfang 2019 vereinslos.
Zurück auf dem amerikanischen Kontinent schloss er sich im Januar 2020 dem peruanischen FC Carlos Stein an. Im darauffolgenden Sommer kehrte er zu seinem ehemaligen Klub, dem San Francisco FC zurück. Seit 2021 steht er bei Deportivo Cuenca in Ecuador unter Vertrag.

### Nationalmannschaft
Nach der Teilnahme mit der U20 von Panama bei der Weltmeisterschaft 2011 im Juli und August 2011, hatte er auch seinen ersten Einsatz bei der A-Mannschaft. Am 8. Oktober 2011 traf diese innerhalb der Qualifikation für die Weltmeisterschaft 2014 auf die Auswahl von Dominica, wo er beim 5:0-Sieg 90 Minuten durchspielte. Daran anschließend war er Ende März 2012 Teil der U23, bei der Qualifikation für die Olympischen Spiele 2012.
Nach seinem A-Mannschaftsdebüt kam er hin und wieder in Freundschaftsspielen als auch Qualifikationsspielen zum Einsatz. Sein erstes Turnier war der Gold Cup 2013, bei welchem er im Viertelfinale ein paar Einsatzminuten bekam. Nach einer längeren Pause, war er bei der Copa América Centenario 2016 Teil des Kaders, in den Spielen am Anfang des Jahres war er fast immer dabei. Auch bei der Copa Centroamericana 2017 und dem Gold Cup 2017 kam er ebenfalls zum Zuge. Danach folgte eine erneute Pause, wodurch er die Weltmeisterschaft 2018 und den Gold Cup 2019 verpasste. Erst bei einem Freundschaftsspiel gegen Serbien am 29. Januar 2021 stand er wieder im Kader und spielte über die volle Spielzeit.